# Le Fenouiller
Le Fenouiller è un comune francese di 4 416 abitanti situato nel dipartimento della Vandea nella regione dei Paesi della Loira.

## Società

### Evoluzione demografica
Abitanti censiti